# Siker, pénz, nők, csillogás
A Siker, pénz, nők, csillogás, a magyar KFT együttes negyedik albuma, amely 1986-ban jelent meg. Az album 1995-ben CD-n is megjelent.

## Az album dalai
1. Siker, pénz és csillogás (4:42)
2. Volvo (3:40)
3. Andrea (4:09)
4. Ugye fáj a szíved? (4:44)
5. Elizabet (4:10)
6. Ha jön a péntek (3:04)
7. Balatoni nyár (4:40)
8. Autótemető (3:50)
9. Éjjeli lepkék (3:36)
10. Ha kövér leszek (2:35)
11. Utcai zenekar (3:02)

## Közreműködők
- Bornai Tibor – zongora, ének
- Laár András – gitár, ének
- II. Lengyelfi Miklós – basszusgitár, nagybőgő, ének
- Márton András – dob, ének